# 김형수 (1947년)
김형수(金亨洙, 1947년 8월 6일~)는 대한민국의 정치인이다. 제37·38대 서울특별시 영등포구청장을 지냈다.
1991년 지방선거에서 무투표로 영등포구의원에 당선되었으며, 1995년 제1회 전국동시지방선거에서 영등포구의원에 재선되었다. 이후 2002년 대한민국 재보궐선거에서 서울 영등포구 을 국회의원 선거에 출마하였으나 낙선하였다.
2004년 재보궐선거에서 한나라당 공천을 받아 서울특별시 영등포구청장에 당선되었으며, 2006년 제4회 전국동시지방선거에서 한나라당 공천을 받아 구청장에 재선되었다. 2010년 제5회 전국동시지방선거에서는 무소속으로 출마하였으나 낙선하였다.

## 역대 선거 결과
|  | 0% |

|  | 36.71% |

|  | 3.8% |

|  | 55.7% |

|  | 67.30% |

|  | 17.97% |

| 전임 김용일 (권한대행) 박충회 (권한대행) 천기웅 | 제37·38대 서울특별시 영등포구청장 2004년 6월 6일~2010년 6월 30일 | 후임 조길형 |